# Milano-Torino 1988
La Milano-Torino 1988, settantatreesima edizione della corsa, si svolse l'11 ottobre 1988. Fu vinta dal tedesco Rolf Gölz.

## Ordine d'arrivo (Top 10)
| Pos. | Corridore           | Squadra            | Tempo |
| ---- | ------------------- | ------------------ | ----- |
| 1    | Rolf Gölz           | Superconfex-Yoko   |       |
| 2    | Phil Anderson       | TVM-Van Schilt     |       |
| 3    | Luc Roosen          | Roland-Colnago     |       |
| 4    | Maurizio Fondriest  | Alfa Lum           |       |
| 5    | Mauro Gianetti      | Weinmann-La Suisse |       |
| 6    | Christophe Lavainne | Système U          |       |
| 7    | Maarten Ducrot      | Superconfex-Yoko   |       |
| 8    | Patrick Robeet      | Lotto-Merckx       |       |
| 9    | Martial Gayant      | Toshiba            |       |
| 10   | Marino Lejarreta    | Caja Rural-Akai    |       |